# Nephrotoma javensis
Nephrotoma javensis är en tvåvingeart som först beskrevs av Carl Ludwig Doleschall 1856.  Nephrotoma javensis ingår i släktet Nephrotoma och familjen storharkrankar. Inga underarter finns listade i Catalogue of Life.